# Spirotropis genilda
Spirotropis genilda é uma espécie de gastrópode do gênero Spirotropis, pertencente a família Drilliidae.